# 1759 год в науке
В 1759 году произошли различные научные и технологические события, некоторые из которых представлены ниже.

## События
- 15 января — Открыт Британский музей в Лондоне.
- 13 марта — Комета Галлея прошла через перигелий, став первой кометой с математически посчитанным периодом обращения.
- 28 сентября — В мексиканском штате Мичоакан образовался новый вулкан Хорулло, превратившийся со временем в большую конусообразную гору.

## Награды
- Медаль Копли: Джон Смитон, британский механик и инженер — строитель.

## Родились
- 5 апреля — Эрик Ниссен Виборг — датский ветеринар; член Датской, Шведской и Нидерландской академий наук[1][2].
- 2 декабря — Джеймс Эдвард Смит, английский ботаник, основатель Лондонского Линнеевского общества.